# Fiebre de Pontiac
La fiebre de Pontiac es la forma más leve de infección por la bacteria Legionella pneumophila. Provoca unos síntomas similares a los de la gripe que consisten en tos, dolor de cabeza, náuseas y dolores musculares. En la fiebre de Pontiac no se produce neumonía ni insuficiencia respiratoria, a diferencia de lo que ocurre en las formas graves de infección por legionella (legionelosis).
La fiebre de Pontiac debe su nombre a la ciudad de Pontiac, Míchigan, donde se reconoció el primer caso. En 1968, muchos trabajadores del departamento de salud del condado aparecieron con síntomas fiebre y síntomas leves, pero sin neumonia. Después del brote de Legionaria de Filadelfia de 1976, el departamento de salud de Michigan reexaminó las muestras de sangre y descubrió que los trabajadores habían estado infectados con la recientemente identificada Legionella pneumophila. Un brote causado por la  Legionella micdadei a principios de 1988 en Gran Bretaña se conoció como la fiebre de Lochgoilhead. Desde ese entonces, se han identificado otras especies de Legionella que causan fiebre de Pontiac, notablemente en Nueva Zelanda, en 2007 donde se descubrió la Legionella longbeachae.

## Agente causal
Puede estar causada por varias especies de bacterias pertenecientes al género Legionella, incluyendo Legionella pneumophila, Legionella longbeachae, Legionella feeleii, Legionella micdadei y Legionella anisa.

## Frecuencia
Dado que los síntomas son benignos y muy parecidos a los de otras enfermedades infecciosas comunes como la gripe, la mayor parte de los casos no llegan a diagnosticarse, por lo que se desconoce la incidencia exacta de la enfermedad. No es transmisible de persona a persona directamente.

## Transmisión
La fuente de infección es agua contaminada por Legionella pneumophila que a través de la inhalación de aerosoles pasa a las vías respiratorias, por ejemplo mediante duchas, equipos de hidromasaje o instalaciones de aire acondicionado. 

## Síntomas
Afecta sobre todo a adultos. Tras un periodo de 1 y 4 días, se presentan fiebre, dolor de cabeza, cansancio, dolor muscular generalizado, tos y en ocasiones enrojecimiento ocular. Tras un periodo de tiempo variable de entre 2 y 7 días se produce la recuperación espontánea sin tratamiento. El curso es benigno y no existe mortalidad asociada.

## Diagnóstico
El diagnóstico puede realizarse determinando la existencia de antígenos de legionella en una muestra de orina (antigenuria) o comprobando seroconversión en 2 muestras de suero.

## Tratamiento
La recuperación es espontánea y no es necesario realizar ningún tratamiento.